# Paterazzo

15. Paterazzo

Il paterazzo o anche detto strallo di poppa è un cavo che collega la testa dell'albero alla poppa di un'imbarcazione a vela. Il paterazzo è solitamente sdoppiato alla base, e la tensione è regolabile in modo da flettere e arcuare l'albero, per ottimizzarne il comportamento a seconda dell'andatura riferita alla direzione del vento. La regolazione del paterazzo influisce sia sulla forma di tutte le vele, ingrassandole o appiattendole per rendere maggiore la curva che deve percorrere l'aria passandoci ed aumentando quindi la spinta prodotta.
La tensione del paterazzo è regolata tramite un paranco od arridatoio meccanici o, nel caso di alberi di grandi dimensioni, idraulici. Anche nel piano velico frazionato il paterazzo può essere sostituito dalle sartie volanti.
Sulle imbarcazioni moderne il paterazzo può essere utilizzato come antenna radio, isolando il cavo d'acciaio alle estremità con appositi e robusti isolatori. 
Negli antichi velieri il paterazzo era un cavo che congiungeva direttamente la formaggetta con il capo di banda, senza essere interrotto dalle coffe o dalle crocette come le sartie. Naturalmente si avevano paterazzi di dritta e di sinistra. 